# The Guru
The Guru (br: O Guru do Sexo), é um filme britânico de 2002, do gênero comédia, escrito por Tracey Jackson e dirigido por Daisy von Scherler Mayer. Rendeu 11 milhões de dólares. 

## Sinopse
Um professor de dança, o indiano Ramu Gupta, seduzido pelos exageros de seu primo Vijay, que, morando na cidade de Nova York conta-lhe muitas vantagens, parte para Nova York, sonhando em se tornar uma estrela do cinema. Incidentalmente torna-se um conselheiro espiritual, e com os pensamentos e conselhos de uma atriz pornô retransmite seus ensinamentos filosóficos e torna-se um guru do sexo. 
Ao fazer um trabalho de garçom em uma festa, depara-se com a situação em que o  swami contratado está bêbedo e Ramu o substitui. Sem saber o que falar, improvisa repetindo o conselho que tinha sido dado por Sharonna (Heather Graham), atriz pornô com quem tivera contato anteriormente. 
Lexi (Marisa Tomei), tem um relacionamento sexual com ele e promove-o entre seus amigos. Para manter o status swami, paga a Sharonna por lições de filosofia sexual. 
Sharonna que tem um noivado com um bombeiro que a respeita como uma virgem, diz que é professora primária ao noivo, mas passa seus ensinamentos a Ramu. 
O sucesso de Ramu na alta sociedade é tanta que o mesmo chega a Broadway como o guru do sexo.

## Atores
- Jimi Mistry - Ramu Gupta
- Heather Graham - Sharonna
- Marisa Tomei - Lexi
- Michael McKean - Dwain
- Dash Mihok - Rusty McGee
- Emil Marwa - Vijay Rao
- Christine Baranski - Chantal, mãe da Lexi
- Ronald Guttman - Edwin, pai da Lexi
- Malachy McCourt - Father Flannigan
- Ajay Naidu - Sanjay
- Anita Gillette - Mrs. McGee
- Pat McNamara - Mr. McGee
- Dwight Ewell - Peaches

## Recepção da crítica
The Guru teve recepção mista por parte da crítica especializada. Com índice de avaliação de 57% em base de 87 críticas, o Rotten Tomatoes publicou um consenso: “Uma doce comédia romântica boba, mas extremamente fina”. Tem 40% de aprovação por parte da audiência, usada para calcular a recepção do público a partir de votos dos usuários do site.